# Ліси Кламату та Сіскію
Ліси Кламату та Сіскію (ідентифікатор WWF: NA0516) — неарктичний екорегіон хвойних лісів помірної зони, розташований на заході США.

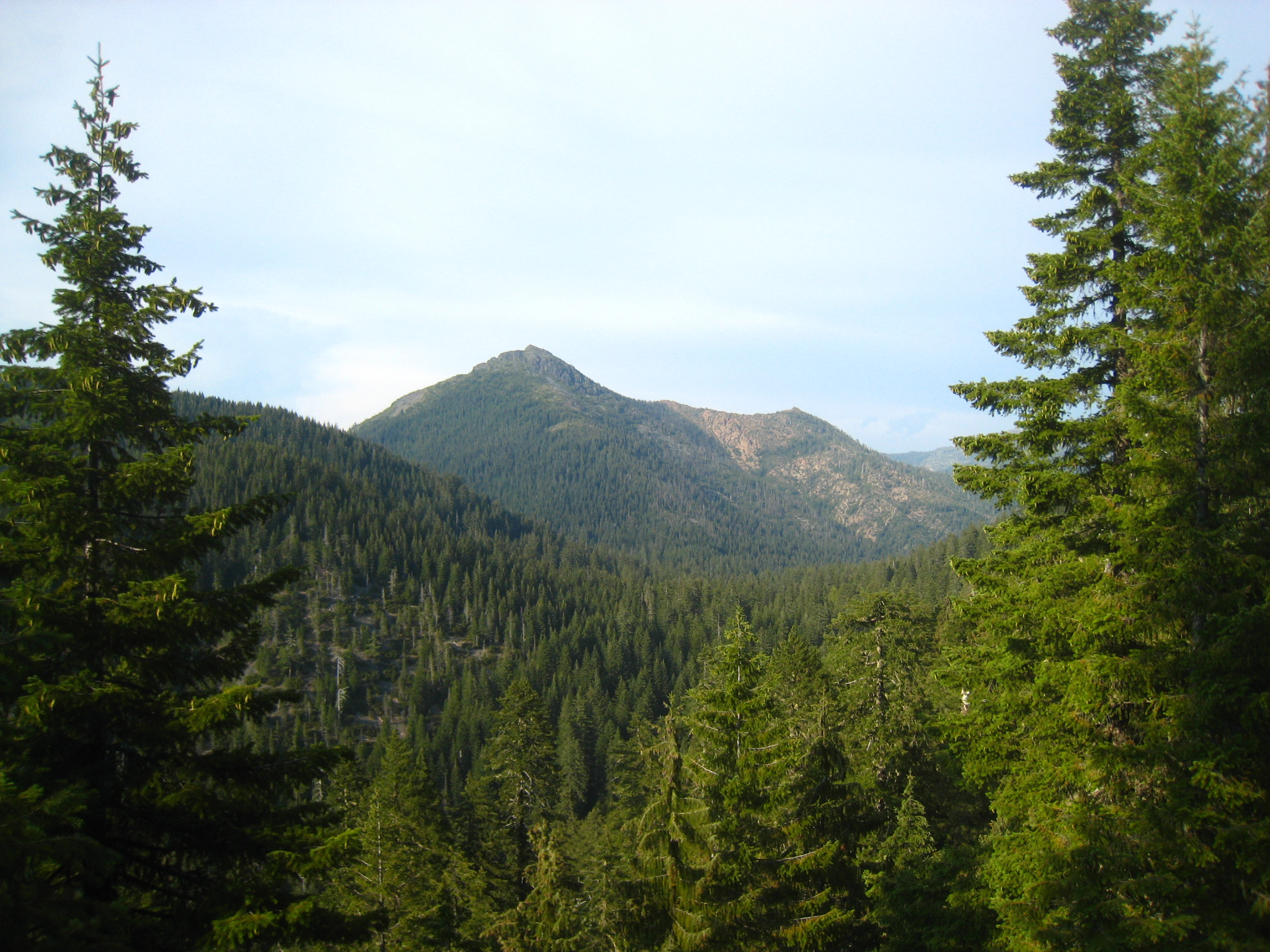
Гори Сіскію в Каліфорнії

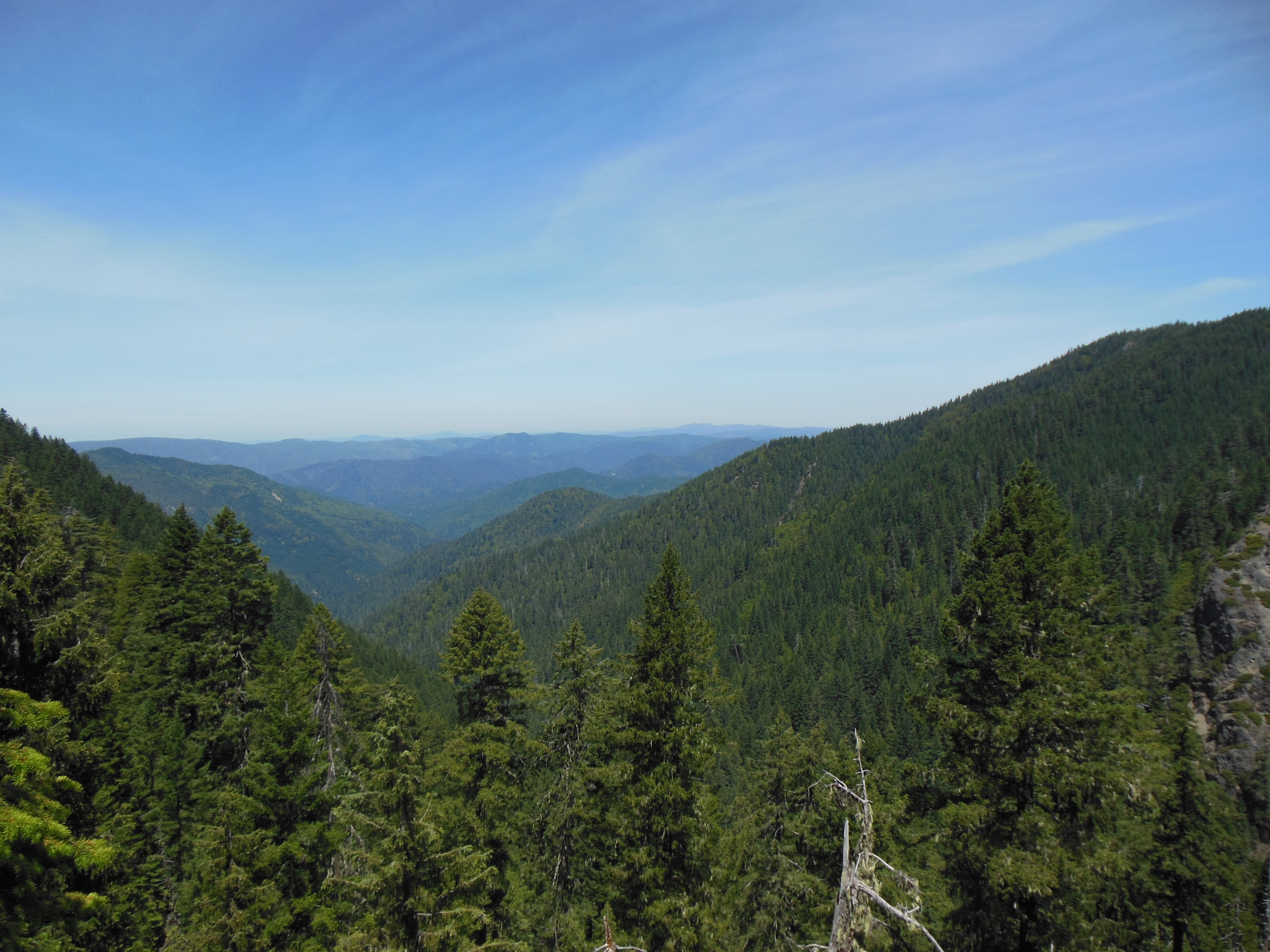
Гори Сіскію на півночі Каліфорнії

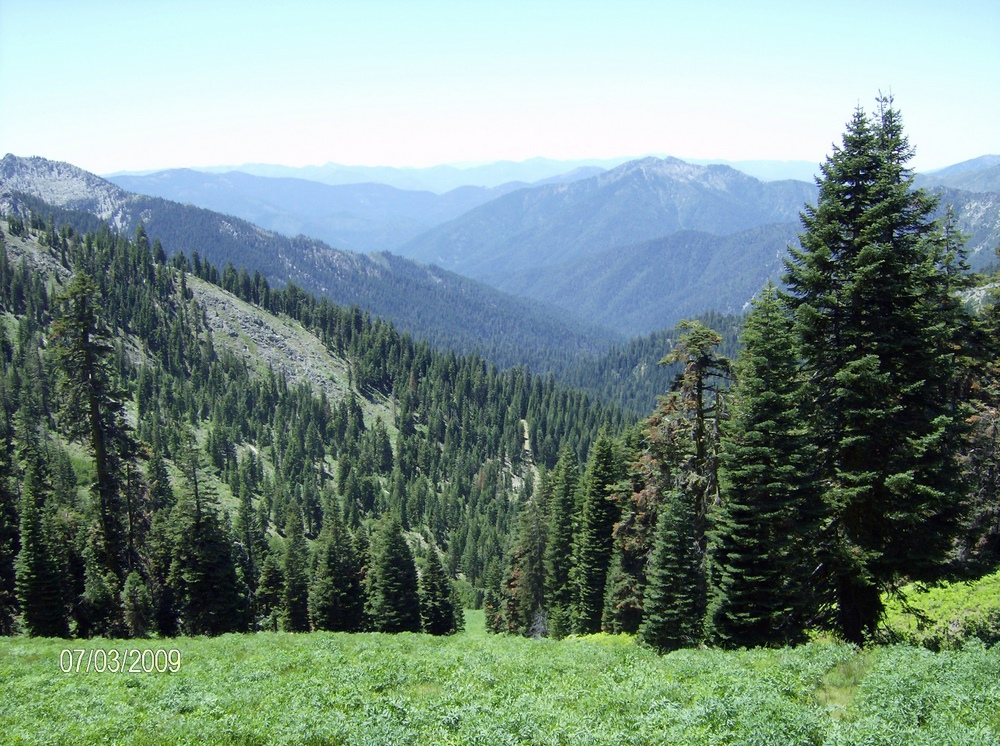
Субальпійські високогір'я Кламату

## Географія
Екорегіон лісів Кламату та Сіскію охоплює гори Кламат, що лежать на південному заході Орегону та на північному заході Каліфорнії, між річкою Ампкуа на півночі та долиною Сакраменто на півдні. Ці гори є частиною Тихоокеанських Берегових хребтів, які, у свою чергу, є найзахіднішою частиною Північноамериканських Кордильєр. Вони розташовані на схід від гір Орегонських та Каліфорнійських Прибережних хребтів та на захід від Південних Каскадних гір.
Гори Кламат включають низку гірських хребтів: гори Сіскію, гори Скотт, гори Триніті, Тринітійські Альпи, Лососеві гори та гори Йолла-Боллі. Їх найвищою вершиною є гора Едді заввишки 2754 м, розташована в горах Триніті. В екорегіоні зустрічаються різноманітні гірські породи, що сформувалися у різні геологічні періоди, зокрема вулканічні зеленокамені, глинисті сланці, андезити, габро, діорити, граніти, мармури, а також деякі з найбільших серпентинітових та перидотитових формацій у Північній Америці, які породили характерні серпентінові ґрунти. Ці багаті на важкі метали ґрунти є токсичними для багатьох видів рослин, однак є місцезростанням деяких ендемічних видів. Густота річкової мережі в регіоні є доволі високою. Більшість великих річок стікають з гір Кламат на схід до Тихого океану. На південному краю екорегіону у високогір'ях є кілька льодовикових озер.
Ліси Кламату та Сіскію є найпівнічнішою частиною Каліфорнійської флористичної провінції, однієї зі світових гарячих точок біорізноманіття. На півночі цей екорегіон переходить у ліси Вілламеттської долини, на заході — у Центрально-Тихоокеанські прибережні ліси та у прибережні ліси Північної Каліфорнії, на сході — у ліси Центральних та Південних Каскадних гір та у ліси сходу Каскадних гір, а на півдні — у чапараль та рідколісся внутрішніх районів Каліфорнії.

## Клімат
В межах екорегіону домінує середземноморський клімат (Csb або Csa за класифікацією кліматів Кеппена), який характеризується теплим сухим літом та прохолодною вологою зимою. У долинах, особливо на сході регіону, середньорічна кількість опадів становить приблизно 470 мм, а у високогір'ях, особливо на західних схилах гір ближче до узбережжя, вона може перевищувати 3000 мм.
Як і в інших частинах Каліфорнійської флористичної провінції, клімат регіону залишався відносно стабільним протягом тривалого періоду часу, що дозволило зберегтися реліктовим видам. Крім того, пересічений рельєф регіону призводить до утворення численних кліматичних мікрорефугіумів на північних схилах, на дні долин, у стрімких каньйонах, западинах та улоговинах.

## Флора
Завдяки пересіченому рельєфу, складній геології та різноманітним ґрунтам, а також завдяки кліматичній стабільності екорегіон лісів Кламату та Сіскію вирізняється високим флористичним різноманіттям. Тут зустрічаються різноманітні рослинні угруповання, зокрема помірні дощові ліси, вологі внутрішні ліси, дубові ліси та савани, високогірні ліси та альпійські луки.  Також тут зустрічається кілька едафічних (пов'язаних з певними типами ґрунтів) рослинних угруповань. У горах Кламат зростає тридцять видів хвойних дерев, зокрема сім ендемічних видів, що робить їх одними з найбагатших хвойних лісів світу за видовим різноманіттям. У 2013 році в межах однієї квадратної милі було виявлено 18 видів хвойних рослин, що є найвищим показником серед усіх помірних хвойних лісів на Землі. Загалом в екорегіоні зустрічається понад 3500 видів рослин, зокрема багато рідкісних видів та ендеміків.
Поблизу узбережжя Тихого океану у горах Кламат зростають тихоокеанські помірні дощові ліси, у яких переважають прибережні дуґласії (Pseudotsuga menziesii var. menziesii), західні тсуґи (Tsuga heterophylla), сіткійські ялини (Picea sitchensis), велетенські ялиці (Abies grandis), порт-оксфордські кипарисовики (Chamaecyparis lawsoniana) та коротколисті тиси (Taxus brevifolia). У деяких долинах також зустрічаються велетенські вічнозелені секвої (Sequoia sempervirens), найвищі дерева світу. Серед широколистяних дерев, що зустрічаються у дощових лісах Кламату, слід відзначити американський суничник (Arbutus menziesii), великолистий клен (Acer macrophyllum), тихоокеанський рододендрон (Rhododendron macrophyllum), каліфорнійський лавр (Umbellularia californica) та густоцвітий нотолітокарпус (Notholithocarpus densiflorus).  
У вологих або дещо сухих внутрішніх лісах переважають жовті сосни (Pinus ponderosa), сосни Ламберта (Pinus lambertiana), сосни Джеффрі (Pinus jeffreyi), прибережні дуґласії (Pseudotsuga menziesii var. menziesii), одноколірні ялиці (Abies concolor var. lowiana), прекрасні ялиці (Abies magnifica var. shastensis), каліфорнійські річкові кедри (Calocedrus decurrens), вузлуваті сосни (Pinus attenuata) та скручені сосни (Pinus contorta), а також деякі широколистяні дерева, зокрема густоцвіті нотолітокарпуси (Notholithocarpus densiflorus) та американські суничники (Arbutus menziesii). 
У більш сухих дубових саванах та рідколіссях переважають орегонські дуби (Quercus garryana), каліфорнійські чорні дуби (Quercus kelloggii), американські суничники (Arbutus menziesii) та жовті сосни (Pinus ponderosa). На найбільш сухих ділянках на невеликих висотах, зокрема у долинах річок Рог та Ампкуа, зустрічаються зарості чапаралю, у яких переважають чагарники мучниці (Arctostaphylos spp.) та червонокорінника (Ceanothus spp.), зокрема оленячого червонокорінника (Ceanothus integerrimus), а також найпівнічніші популяції каліфорнійських гіркокаштанів (Aesculus californica). 
У високогірних лісах переважають жовті сосни (Pinus ponderosa), сосни Ламберта (Pinus lambertiana), західні яловці (Juniperus occidentalis), гірські тсуґи (Tsuga mertensiana), одноколірні ялиці (Abies concolor), прекрасні ялиці (Abies magnifica), сріблясті ялиці (Abies amabilis), ендемічні сосни Брюера (Picea breweriana) та майже ендемічні сосни Бальфура (Pinus balfouriana var. balfouriana).
У горах Кламат зустрічаються одні з найбільших у Північній Америці серпентинітових пустищ, багато з яких простягаються до великих висот. Незважаючи на відносно велику кількість опадів, ці території здебільшого позбавлені рослинності через високий вміст токсичних важких металів у ґрунті. Серед рослин, що зустрічаються на серпентинітових пустищах, слід відзначити жовту сосну (Pinus ponderosa), сосну Джеффрі (Pinus jeffreyi), вузлувату сосну (Pinus attenuata) та скручену сосну (Pinus contorta), а також майже ендемічну каліфорнійську дарлінгтонію (Darlingtonia californica) — хижу рослину, яка має видозмінені листки у формі глечика.

## Фауна
Серед поширених в екорегіоні ссавців слід відзначити чорнохвостого оленя (Odocoileus hemionus), вапіті Рузвельта (Cervus canadensis roosevelti), американського зайця (Lepus americanus), великовухого зайця (Lepus californicus), каліфорнійського кролика (Sylvilagus bachmani), гірську аплодонтію (Aplodontia rufa), соснового бурундука (Neotamias amoenus), бурундука Аллена (Neotamias senex), сономського бурундука (Neotamias sonomae), майже ендемічного сіскійського бурундука (Neotamias siskiyou), західну сіру вивірку (Sciurus griseus), вивірку Дугласа (Tamiasciurus douglasii), літягу Гумбольдта (Glaucomys oregonensis), канадського голкошерста (Erethizon dorsatum), пишнохвостого лісового хом'яка (Neotoma cinerea), майже ендемічну сономську деревну полівку (Arborimus pomo), золотистого ховраха (Callospermophilus lateralis) та каліфорнійського ховраха (Otospermophilus beecheyi). На берегах річок зустрічаються канадські бобри (Castor canadensis), канадські видри (Lontra canadensis), річкові візони (Neogale vison) та болотяні ондатри (Ondatra zibethicus).
Серед великих хижаків, поширених в регіоні, слід відзначити барибала (Ursus americanus), північноамериканську пуму (Puma concolor couguar) та руду рись (Lynx rufus), а серед дрібніших хижих ссавців — койота (Canis latrans), сіру лисицю (Urocyon cinereoargenteus), звичайну росомаху (Gulo gulo), ільку (Pekania pennanti), тихоокеанську куницю (Martes caurina), американського горностая (Mustela richardsonii), довгохвосту ласицю (Neogale frenata), американського борсука (Taxidea taxus), смугастого скунса (Mephitis mephitis), західного плямистого скунса (Spilogale gracilis), північноамериканську котофредку (Bassariscus astutus) та звичайного ракуна (Procyon lotor). Раніше в горах Кламат мешкали гризлі (Ursus arctos horribilis) та каскадські вовки (Canis lupus fuscus), однак вони були винищені в екорегіоні.
Серед поширених в екорегіоні птахів слід відзначити американського орябка (Bonasa umbellus), гірського тетерука (Dendragapus fuliginosus), гірську перепелицю (Oreortyx pictus), американського яструба (Accipiter atricapillus), неоарктичного канюка (Buteo jamaicensis), беркута (Aquila chrysaetos), білоголового орлана (Haliaeetus leucocephalus), віргінського пугача (Bubo virginianus), плямисту сову (Strix occidentalis), західну сплюшку (Megascops kennicottii), чорноволу гілу (Melanerpes formicivorus), північну жовну (Dryocopus pileatus), червоноголового дятла-смоктуна (Sphyrapicus ruber), американську горіхівку (Nucifraga columbiana), каліфорнійську сойку (Aphelocoma californica), чорноголову сизойку (Cyanocitta stelleri), канадського повзика (Sitta canadensis), рудоспинну гаїчку (Poecile rufescens), гірську гаїчку (Poecile gambeli), зеленоспинного віреона (Vireo cassinii), північного солітаріо (Myadestes townsendi), ялинового піві-малюка (Empidonax hammondii), західного піві-малюка (Empidonax difficilis), рябогруду вівсянку (Passerella iliaca), жовтобрового кіпаля (Hesperiphona vespertina), ялинового шишкаря (Loxia curvirostra), соснового чижа (Spinus pinus) та кармінову чечевицю (Haemorhous purpureus).
Герпетофауна екорегіону включає західну парканну ігуану (Sceloporus occidentalis), західного гримучника (Crotalus oreganus), а також багато видів амфібій, зокрема шастську саламандру (Hydromantes shastae), сіскійську саламандру (Plethodon stormi) та кламатську чорну саламандру (Aneides klamathensis). У річках регіону нереститься дев'ять видів лососів, зокрема чавича (Oncorhynchus tshawytscha), нерка (Oncorhynchus nerka), кижуч (Oncorhynchus kisutch) та райдужна форель (Oncorhynchus mykiss). Також в екорегіоні зустрічається багато ендемічних наземних равликів, павуків та інших безхребетних.

## Екорегіони IV рівня
У схемі екорегіонів Агенції з охорони довкілля США ліси Кламату та Сіскію відомі як екорегіон III рівня «Кламатські гори». У межах екорегіону Кламатських гір виділяють вісімнадцять екорегіонів рівня IV.

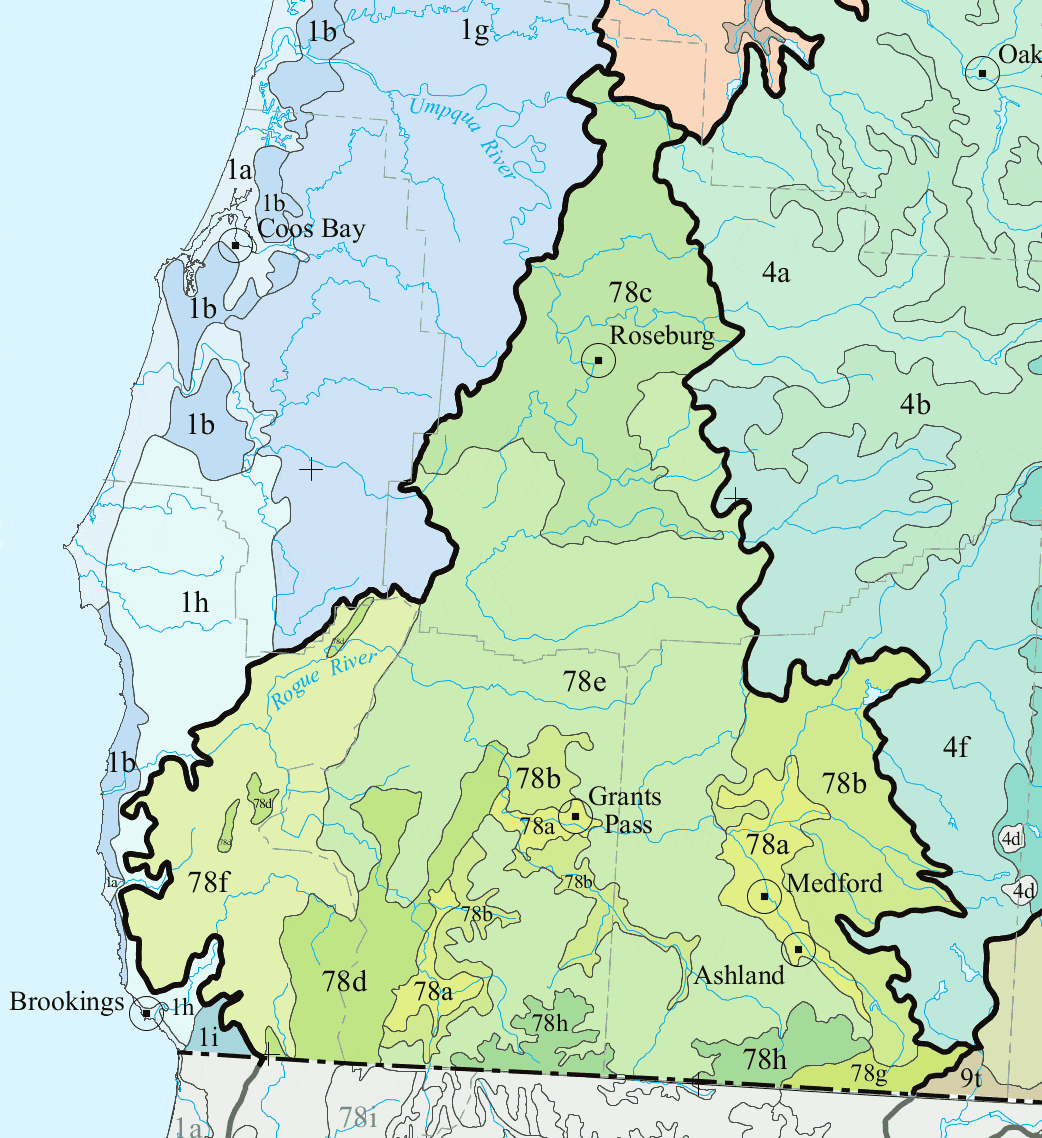
Мапа екорегіонів IV рівня (орегонська частина)

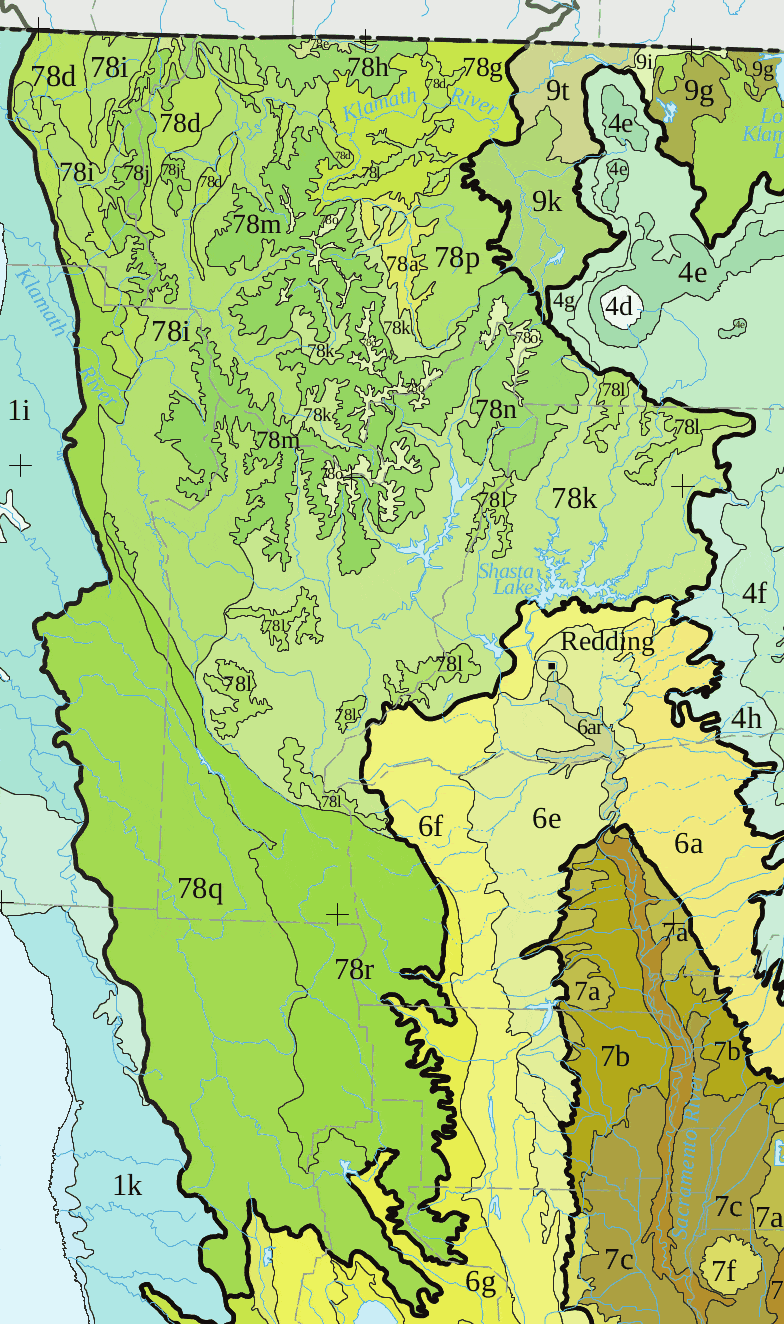
Мапа екорегіонів IV рівня (каліфорнійська частина)

### Долини Рогу та Іллінойсу (78a)
Регіон долин Рогу та Іллінойсу охоплює тераси та заплави у долинах річок Рог та Іллінойс, розташовані на висоті від 274 до 610 м над рівнем моря. Історично долини Рогу та Іллінойсу підтримували дубові рідколісся, які перемежовувалися ділянками луків. У рідколіссях переважали орегонські дуби (Quercus garryana), каліфорнійські чорні дуби (Quercus kelloggii), американські суничники (Arbutus menziesii) та жовті сосни (Pinus ponderosa), а в їх підліску — купини каліфорнійської костриці (Festuca californica) та чагарники сніжноягідника (Symphoricarpos spp.) й ірги (Amelanchier spp.). У прибережних районах зростали верби (Salix spp.) та каліфорнійські тополі (Populus trichocarpa). Значна частина території регіону була перетворена на сільськогосподарські угіддя та поселення, і мало що залишилося від початкової рослинності. Залишки дубових саван, прерій та сезонних водно-болотних угідь залишилися переважно на вершинах столових гір Тейбл-Рок, розташованих на північ від Медфорда. В інших частинах регіону переважають фруктові сади, орні землі та пасовища. Клімат, рослинний покрив та, як наслідок, землекористування, тут більш подібні до внутрішніх долин Північної Каліфорнії, ніж на Вілламеттську долину, розташовану північніше. Загалом регіон охоплює 738 км² в штаті Орегон, у трьох окремих районах навколо міст Медфорд, Ешленд, Грантс-Пасс та Кейв-Джанкшн, а також деякі райони на північному кордоні Каліфорнії.

### Передгірські дубові савани (78b)
Регіон передгірських дубових саван охоплює помірно пологі передгір'я, що межують із долинами Рогу та Іллінойсу. Його висота коливається від 430 до 1220 м над рівнем моря. У більш посушливих районах на схід від Медфорда переважають дубові рідколісся та савани, основу яких складають орегонські дуби (Quercus garryana) та каліфорнійські чорні дуби (Quercus kelloggii), жовті сосни (Pinus ponderosa) та прибережні дуґласії (Pseudotsuga menziesii var. menziesii), а у більш вологих передгір'ях, що оточують долину Іллінойсу, — ліси, основу яких складають прибережні дуґласії (Pseudotsuga menziesii var. menziesii), американські суничники (Arbutus menziesii) та каліфорнійські річкові кедри (Calocedrus decurrens). У підліску цих лісів переважають чагарники різноцвітого голодискуса (Holodiscus discolor), сніжноягідника (Symphoricarpos spp.) та червонокорінника (Ceanothus spp.), здерев'янілі ліани тихоокеанського отруйного плюща (Toxicodendron diversilobum), а також трав'янисті рослини, такі як каліфорнійська костриця (Festuca californica), каліфорнійський стоколос (Bromus carinatus) та звичайний тонконіг (Poa trivialis). Порівняно з регіоном внутрішніх районів Сіскію (78e) регіон розташований на нижній висоті та менш розчленований, тут зустрічається більше дубових рідколісь та менше густих лісів. Він охоплює 2119 км² в штаті Орегон.

### Внутрішні передгір'я Ампкуа (78c)
Регіон внутрішніх передгір'їв Ампкуа, розташований на крайній півночі екорегіону, охоплює комплекс передгір'їв та вузьких долин, що містять річкові тераси та заплави. Його висота коливається від 125 до 850 м над рівнем моря. Клімат регіону більш посушливий, ніж клімат сусідньої Вілламеттської долини, частково тому, що літні антициклони приходять з Тихого океану раніше і залишаються на довший час. Літо тут посушливе та сухе.
Рослинний покрив схилів регіону представлений рідколіссями та лісами, у яких переважають орегонські дуби (Quercus garryana), прибережні дуґласії (Pseudotsuga menziesii var. menziesii), велетенські ялиці (Abies grandis), жовті сосни (Pinus ponderosa), густоцвіті нотолітокарпуси (Notholithocarpus densiflorus) та золотисті чінквапіни (Chrysolepis chrysophylla). В їх підліску поширені чагарники сніжноягідника (Symphoricarpos spp.), салалу (Gaultheria shallon), падуболистого барбарису (Berberis aquifolium) та різноцвітого голодискуса (Holodiscus discolor), західні багаторядники (Polystichum munitum) та ліани тихоокеанського отруйного плюща (Toxicodendron diversilobum). Значна частина рідколісь була перетворена на пасовища, виноградники, сади та поля. Загалом регіон охоплює 2385 км² в Орегоні у південній частині басейну Ампкуа, включно з територіями навколо міста Роузбург.

### Серпентинітові області Сіскію (78d)
Регіон серпентинітових областей Сіскію охоплює сильно розчленовані гірські масиви, розташовані на висоті від 460 до 1300 м над рівнем моря. Літологічно він відрізняється від решти екорегіону Кламатських гір. Багатьом рослинам важко рости на серпентінових ґрунтах через дефіцит кальцію та високий вміст магнію, нікелю та хрому. Як результат, рослинний покрив часто є рідкісним і представленим спеціалізованими видами, які еволюціонували, щоб рости на потенційно токсичних та бідних на поживні речовини ґрунтах. В регіоні переважають мішані хвойні ліси, основу яких складають сосни Джеффрі (Pinus jeffreyi), густоцвіті нотолітокарпуси (Notholithocarpus densiflorus), каліфорнійські річкові кедри (Calocedrus decurrens) та прибережні дуґласії (Pseudotsuga menziesii var. menziesii), а також чагарники гірського чапаралю, що включають різні види мучниці (Arctostaphylos spp.) та червонокорінника (Ceanothus spp.), а також деякі трави, зокрема айдахську кострицю (Festuca idahoensis) та голкову траву Леммона (Eriocoma lemmonii). Історично в регіоні видобували золото, нікель, хром, мідь та ртуть, що призвело до проблем з якістю води. Загалом регіон охоплює 1140 км² в штаті Орегон та деякі території на північному заході Каліфорнії. Він включає частину Національного лісу річки Рог та Сіскію та Природні зони Кальміопсіс і Вайлд-Рог.

### Внутрішні райони Сіскію (78e)
Регіон внутрішніх районів Сіскію охоплює вищі, більш гористі райони, ніж сусідні регіони долин та передгір'їв (78a, 78b та 78c). Його висота коливається від 250 до 2140 м над рівнем моря. Порівняно з прибережними районами Сіскію (78f) тут частіше трапляються пожежі, літні посухи тривають довше, а опадів протягом року випадає менше. Рослинний покрив представлений пишними багатоярусними лісами, основу яких складають різноманітні хвойні дерева, широколистяні вічнозелені і листопадні дерева та чагарники. Серед поширених в регіоні дерев слід відзначити прибережну дуґласію (Pseudotsuga menziesii var. menziesii), жовту сосну (Pinus ponderosa), сосну Ламберта (Pinus lambertiana), орегонський дуб (Quercus garryana), каліфорнійський чорний дуб (Quercus kelloggii) та американський суничник (Arbutus menziesii). В їх підліску зустрічається ірга (Amelanchier spp.), сніжноягідник (Symphoricarpos spp.), падуболистий барбарис (Berberis aquifolium), каліфорнійська костриця (Festuca californica) та тихоокеанський отруйний плющ (Toxicodendron diversilobum). Регіон внутрішніх районів Сіскію є найбільшим субрегіоном Кламатських гір. Він охоплює 6760 км² в штаті Орегон, а також деякі райони на північному кордоні Каліфорнії.

### Прибережні райони Сіскію (78f)
Регіон прибережних районів Сіскію охоплює західну частину сильно розчленованих гір Сіскію, розташовану на висоті від 180 до 1615 м над рівнем моря. Тут панує більш вологий клімат, ніж на решті Кламатських гір, на який значний пом'якшувальний вплив здійснюють морські повітряні маси. Рослинний покрив регіону представлений пишними лісами, у яких переважають густоцвіті нотолітокарпуси (Notholithocarpus densiflorus), прибережні дуґласії (Pseudotsuga menziesii var. menziesii), вічнозелені секвої (Sequoia sempervirens), великолисті клени (Acer macrophyllum) та каліфорнійські лаври (Umbellularia californica), а також, меншою мірою, порт-оксфордські кипарисовики (Chamaecyparis lawsoniana) та нутканські кипариси (Callitropsis nootkatensis). Густоцвіті нотолітокарпуси тут зустрічаються частіше, ніж деінде в Орегоні. У підліску цих лісів переважають чагарники золотистого чінквапіну (Chrysolepis chrysophylla), салалу (Gaultheria shallon) та тихоокеанського рододендрону (Rhododendron macrophyllum), а також папороті, зокрема західні багаторядники (Polystichum munitum). Широколистяні вічнозелені рослини, такі як густоцвітий нотолітокарпус (Notholithocarpus densiflorus) та американський суничник (Arbutus menziesii), швидко заселяють порушені території, ускладнюючи відновлення хвойних лісів. Для регіону є характерними сухі ґрунти, пов'язані з гірськими породами Сіскію. Вологі ґрунти, які підтримують насадження західних тсуґ (Tsuga heterophylla), сіткійських ялин (Picea sitchensis) та велетенських туй (Thuja plicata), також присутні в регіоні, однак менш поширені, ніж у більш вологому екорегіоні Берегового хребта на заході. Загалом регіон охоплює 2209 км в штаті Орегон, зокрема частину Національного лісу річки Рог та Сіскію та Природні зони Кальміопсіс і Вайлд-Рог.

### Хребти річки Кламат (78g)
Регіон хребтів річки Кламат охоплює сильно розчленовані гірські хребти Кламату, розташовані у середній течії річки Кламат. Висота регіону коливається від 1200 до 2300 м над рівнем моря. Тут переважає сухий континентальний клімат. Рослинний покрив регіону змінюється залежно від експозиції та висоти над рівнем моря. На більших висотах та на схилах, що виходять на північ, переважають ліси, основу яких складають прибережні дуґласії (Pseudotsuga menziesii var. menziesii), одноколірні ялиці (Abies concolor var. lowiana) та прекрасні ялиці (Abies magnifica var. shastensis), а на нижчих висотах та на схилах, що виходять на південь, — рідколісся стійких до посухи жовтих сосен (Pinus ponderosa) і західних яловців (Juniperus occidentalis), а також чагарники гірського чапаралю, які включають падуболистий барбарис (Berberis aquifolium), західну кострицю (Festuca occidentalis), колосистий житняк (Pseudoroegneria spicata), різні види сніжноягідника (Symphoricarpos spp.) та червонокорінника (Ceanothus spp.). Регіон охоплює 313 км² в штаті Орегон та деякі території на північному заході Каліфорнії, зокрема частину Національного лісу річки Рог та Сіскію та Національної пам'ятки Каскадних гір та Сіскію.

### Прикордонні високогір'я Сіскію (78h)
Регіон прикордонних високогір'їв Сіскію охоплює відносно високі гори, що простягаються уздовж кордону Орегону та Каліфорнії. Його висота коливається від 1500 до 2100 м над рівнем моря, а найвищою вершиною є гора Ешленд в Орегоні заввишки 2296 м. На сході регіону клімат більш посушливий, ніж на заході. Рослинний покрив представлений лісами, у яких переважають одноколірні ялиці (Abies concolor) та прекрасні ялиці (Abies magnifica). У районах, де переважають ультрамафічні породи, зростають сосни Джеффрі (Pinus jeffreyi), а на найвищих гірських вершинах — субальпійські луки.

### Низькогірські ліси Західного Кламату (78i)
Регіон низькогірських лісів Західного Кламату охоплює гірські райони, розташовані на висоті до 1100 м над рівнем моря. На найнижчих висотах у лісах регіону переважають прибережні дуґласії (Pseudotsuga menziesii var. menziesii) та порт-оксфордські кипарисовики (Chamaecyparis lawsoniana), на великих висотах — прибережні дуґласії (Pseudotsuga menziesii var. menziesii) та густоцвіті нотолітокарпуси (Notholithocarpus densiflorus), а на берегах річок та струмків — каньйонові дуби (Quercus chrysolepis), червоні вільхи (Alnus rubra) та ромболисті вільхи (Alnus rhombifolia). На більш сухих ділянках переважають мішані дубові насадження. Загалом регіон характеризується більш вологим кліматом та густішим лісовим покривом, ніж більш посушливий регіон 78k на сході.

### Гірські ліси Західного Кламату (78j)
Регіон гірських лісів Західного Кламату охоплює гірські райони, розташовані на висоті від 1100 до 2100 м над рівнем моря. Середні температури тут нижчі, а опадів випадає більше, ніж в регіоні 78i, розташованому на більш низьких висотах. З геологічної точки зору тут переважають мезозойські кварцитові діорити, а також юрські аспідні сланці, грауваки, глинисті сланці та пісковики. Рослинний покрив регіону здебільшого представлений лісами, у яких переважають прибережні дуґласії (Pseudotsuga menziesii var. menziesii) та одноколірні ялиці (Abies concolor), а також прекрасні ялиці (Abies magnifica) на більших висотах.

### Низькогірські ліси Східного Кламату (78k)
Регіон низькогірських лісів Східного Кламату відрізняється геологічною та ботанічною різноманітністю та більш посушливим кліматом, ніж в регіоні 78i на заході. Висота регіону не перевищує 1100 м над рівнем моря. Рослинний покрив регіону представлений лісами та рідколіссями, у яких переважають прибережні дуґласії (Pseudotsuga menziesii var. menziesii), жовті сосни (Pinus ponderosa), каньйонові дуби (Quercus chrysolepis) та вузлуваті сосни (Pinus attenuata), а також гірським чапаралем, основу якого складають чагарники каліфорнійського шаміза (Adenostoma fasciculatum), оленячого червонокорінника (Ceanothus integerrimus) та мучниці (Arctostaphylos spp.). Уздовж річок та струмків зростають каліфорнійські тополі (Populus trichocarpa), ромболисті вільхи (Alnus rhombifolia) та верби (Salix spp.).

### Гірські ліси Східного Кламату (78l)
Регіон гірських лісів Східного Кламату охоплює гірські райони, розташовані на висоті понад 1200 м над рівнем моря. Тут переважає мозаїка різноманітних лісів та гірського чапаралю. Як правило, ці ліси мають більш відкритий намет та розріджений підлісок, ніж в регіоні 78j на заході. У лісах домінують одноколірні ялиці (Abies concolor), каліфорнійські річкові кедри (Calocedrus decurrens), прибережні дуґласії (Pseudotsuga menziesii var. menziesii), жовті сосни (Pinus ponderosa) та сосни Ламберта (Pinus lambertiana), а в їх підліску — чагарники тихоокеанського дерена (Cornus nuttallii). На великих висотах трапляються невеликі насадження прекрасної ялиці (Abies magnifica). На більш сухих ділянках у лісах переважають каліфорнійські чорні дуби (Quercus kelloggii) та каньйонові дуби (Quercus chrysolepis) у поєднанні з деякими хвойними видами, а в їх підліску — чорницелисті дуби (Quercus vacciniifolia) та деякі інші чагарники.

### Мармурові й Лососеві гори та Тринітійські Альпи (78m)
Регіон охоплює високогір'я Лососевих гір, Мармурових гір та Тринітійських Альп, розташовані на висоті від 1100 до 2100 м над рівнем моря. Він містить стрімкі гірські схили, порізані численними каньйонами, та вузькі гірські долини. З геологічної точки зору в регіоні переважають гранітні, метавулканічні та метаосадові породи, зокрема серпентинізовані перидотити. Клімат тут більш прохолодний, ніж у сусідніх регіонах 78g, 78i та 78k, розташованих на нижчих висотах. Рослинний покрив представлений лісами, у яких домінують прибережні дуґласії (Pseudotsuga menziesii var. menziesii) та одноколірні ялиці (Abies concolor), а на найвищих висотах — прекрасні ялиці (Abies magnifica).

### Гори Скотт (78n)
Регіон охоплює високогір'я гір Скотт, розташовані на висоті від 910 до 2130 м над рівнем моря. З геологічної точки зору тут переважають ультрамафічні породи з мезозойськими мафічними інтрузіями, а також деякі гранітні породи поблизу скель Касл-Крегс. Водні потоки, що стікають з гір Скотт, впадають у річки Триніті, Сакраменто, Скотт та Шаста. Рослинний покрив регіону представлений лісами, у яких переважають сосни Джеффрі (Pinus jeffreyi), одноколірні ялиці (Abies concolor) та деякі інші хвойні дерева.

### Субальпійські високогір'я Кламату (78o)
Регіон субальпійських високогір'їв Кламату охоплює найвищі вершини Кламатських гір, розташованих на висоті понад 2100 м над рівнем моря. Клімат регіону більш вологий та прохолодний, ніж клімат решти регіону. Більша частина регіону у плейстоцені була вкрита льодовиками, які залишили тут численні кари, морени та інші льодовикові форми рельєфу. Ґрунти тут, як правило, тонкі та кам'янисті, сформовані на основі різних гірських порід — гранітів, габро та ультрамафічних порід. Рослинний покрив регіону представлений субальпійськими лісами, у яких переважають прекрасні ялиці (Abies magnifica), гірські тсуґи (Tsuga mertensiana) та, меншою мірою, західні білі сосни (Pinus monticola), а також субальпійськими луками, на яких ростуть різноманітні чагарники і трави. Подекуди зустрічаються невеликі насадження сосен Бальфура (Pinus balfouriana), а на півночі регіону — сріблястих ялиць (Abies amabilis).

### Дюзель-Рок (78p)
Регіон охоплює гірський масив Дюзель-Рок, розташований на нижчій висоті, ніж сусідні регіоні Кламатських гір на півночі чи півдні. З геологічної точки зору тут переважають кембрійсько-девонські метаосадові та метавулканічні породи, зокрема метаморфізовані конгломерати, пісковики, глинисті сланці, флінти, вапняки та базальти. Водні потоки стікають з гір регіону до річок Скотт та Шаста. Рослинний покрив регіону представлений рідколіссями західних яловців (Juniperus occidentalis), в підліску яких поширені чагарники тризубчастого полину (Artemisia tridentata). Також в регіоні зростають жовті сосни (Pinus ponderosa), орегонські дуби (Quercus garryana) та сосни Джеффрі (Pinus jeffreyi). На великих висотах і північних схилах зустрічаються прибережні дуґласії (Pseudotsuga menziesii var. menziesii), а на заході і півдні регіону — кучеряві хвостоплідники (Cercocarpus ledifolius).

### Зовнішні Північні Прибережні хребти (78q)
Регіон Зовнішніх Північних Прибережних хребтів розташований у центральній частині Північного узбережжя Каліфорнії, на схід від екорегіону Берегового хребта. Його клімат характеризується великою кількістю опадів, однак усі річки, окрім великих, що протікають територією регіону, пересихають наприкінці літа. Рослинний покрив регіону представлений мішаними вічнозеленими та мішаними широколистяними лісами, у яких переважають прибережні дуґласії (Pseudotsuga menziesii var. menziesii), густоцвіті нотолітокарпуси (Notholithocarpus densiflorus) та орегонські дуби (Quercus garryana), а також луками. У деяких найближчих до узбережжя районах зустрічаються вічнозелені секвої (Sequoia sempervirens).

### Високогір'я Північних Прибережних хребтів (78r)
Екорегіон високогір'їв Північних Прибережних хребтів розташований на більшій висоті, ніж сусідній регіон 78q, доволі далеко від Тихого океану, тому майже не відчуває його пом'якшувального впливу. Висота регіону коливається від 900 до 2130 м над рівнем моря, а його найвищою вершиною є гора Лінн заввишки 2468 м. З геологічної точки зору тут переважають крейдові пісковики, аргіліти, блакитні сланці та метаосадові породи. Усі річки, окрім великих, що протікають територією регіону, залишаються сухими протягом більшої частини літа. Рослинний покрив представлений лісами, у яких переважають прибережні дуґласії (Pseudotsuga menziesii var. menziesii) та густоцвіті нотолітокарпуси (Notholithocarpus densiflorus), а також одноколірні ялиці (Abies concolor) та прекрасні ялиці (Abies magnifica) на великих висотах.

## Збереження
Більша частина екорегіону є малонаселеною. Більшість міст розташовані у широких пласких долинах на півдні Орегону; найбільшим поселенням в регіоні є Медфорд, у якому проживають близько 85 тисяч людей. Тим не менш, незважаючи на свою віддаленість, ліси Кламату та Сіскію постраждали від інтенсивної вирубки, боротьби з пожежами, будівництва доріг, видобутку корисних копалин, випасу худоби, екстенсивного вирощування марихуани та іншої людської діяльності. Лише близько 25 % лісів Кламату є відносно незайманими.
Оцінка 2017 року показала, що 7215 км², або 15 % екорегіону, є заповідними територіями. Природоохоронні території включають: Національний ліс Кламат, Національний ліс річки Рог та Сіскію, Національний ліс Шаста-Триніті, Національний ліс Мендосіно та Національний ліс Сікс-Ріверс.